# Арабатук
Арабатук — село в Забайкальском районе Забайкальского края России. Входит в состав сельского поселения «Красновеликанское».

## География
Село находится в северной части района, при железнодорожной линии Харанор — Приаргунск, на расстоянии примерно 56 километров (по прямой) к северо-западу от посёлка городского типа Забайкальск. Абсолютная высота — 729 метров над уровнем моря.
Климат
Климат характеризуется как резко континентальный с продолжительной морозной и малоснежной зимой и тёплым засушливым летом. Средняя температура воздуха самого холодного месяца (января) составляет от −28 °C до −29 °C; средняя температура самого тёплого месяца (июля) — 18 — 21 °C. Среднегодовое количество атмосферных осадков составляет 220—260 мм.
Часовой пояс
Село Арабатук находится в часовой зоне МСК+6. Смещение применяемого времени относительно UTC составляет +9:00.

## История
Основано в 1956 году.

## Население
| 2010 | 2021 |
| ---- | ---- |
| 145  | ↘103 |

Половой состав
По данным Всероссийской переписи населения 2010 года в гендерной структуре населения мужчины составляли 42,8 %, женщины — соответственно 57,2 %.
Национальный состав
Согласно результатам переписи 2002 года, в национальной структуре населения русские составляли 94 % из 166 чел.

## Улицы
Уличная сеть села состоит из одной улицы (Железнодорожная).